# Тропой бескорыстной любви
«Тропо́й бескоры́стной любви́» — советский художественный фильм режиссёра Агаси Бабаяна. Первый фильм тетралогии о ручной рыси по кличке Кунак. 
Фильм поставлен по мотивам повести Виталия Бианки «Мурзук», однако многие шокирующие моменты первоисточника изменены. 
В оригинале охотник Андреич (в фильме — Михалыч) сам убивает рысь ножом, а после оглушает и закапывает в могилу двух её рысят. Выживает случайно лишь третий, на которого рука Андреича уже не поднялась. Кроме того, в фильме действие происходит в современной Советской России, а не в дореволюционной, как в оригинале.

## Сюжет
Спасая своё потомство от нападения медведя, самка рыси погибла, но защитила детёныша. Маленького несмышлёного рысёнка подобрал лесник Михалыч. Он принёс его к себе домой, выкормил и дал имя «Кунак». Котёнок начинает исследовать дом лесника, потом окрестности и лес. Познакомился и подружился с собакой. Прошёл год. Весть о том, что в доме у лесника выросла рысь, разнеслась по области. Михалычу предлагали за рысёнка большие деньги, но друзей не продают.
Как-то раз Михалычу удалось задержать компанию опасных браконьеров. Во время погони погибает собака лесника. Один из них отправляется в тюрьму на год, но решил после выхода на волю отомстить принципиальному леснику. Бандитам удаётся проникнуть в сторожку лесника и украсть Кунака. Редкое животное они продали в зооцирк. Михалычу, тоскующему без друга, знакомые рассказывают, что видели его рысёнка в городе.
Бандиты связывают Михалыча и оставляют связанным в зимнем лесу, в расчете на то, что он замерзнет или его растерзают волки. Но в нужный момент появляется сбежавший из зоопарка Кунак и освобождает Михалыча, перегрызя связывающие его веревки.

## В ролях
| Актёр             | Роль                        |
| ----------------- | --------------------------- |
| Дмитрий Орловский | лесник Михалыч              |
| Аркадий Толбузин  | браконьер Виктор            |
| Борис Сичкин      | актёр цирка, гость Михалыча |
| Галина Рыбак      | гостья Михалыча             |
| Евгений Зосимов   | браконьер                   |
| Филимон Сергеев   | участковый Фёдор Гаврилов   |
| Виктор Коваль     | персонаж не указан          |
| Сергей Юртайкин   | браконьер Лёха              |

## Съёмочная группа
- Режиссёр-постановщик: Агаси Бабаян
- Сценарист: Леонид Белокуров
- Оператор: Анатолий Казнин
- Композитор: Мераб Парцхаладзе
- Консультант: А. Н. Захлебный
- Редактор: В. Руссо
- Звукооператор: Н. Кузнецов
- Монтаж: В. Близгарева
- Художники: Я. Бенин, О. Антипов
- Грим: В. Румянцева
- Мастер света: И. Шидаков
- Директор картины: Л. Оснос

## Награды
Главный приз на Международном кинофестивале фильмов для детей в Индии в 1974 году.

## Дополнительная информация
Первый из четырёх фильмов серии.
- Тропой бескорыстной любви (1971)
- Рысь выходит на тропу (1982)
- Рысь возвращается (1986)
- Рысь идёт по следу (1994)

Фильмы посвящаются памяти Виталия Бианки.